# معركة مخبأ عدي وقصي
الغارة على مخبأ عدي وقصي عام 2003 هي عملية عسكرية أمريكية نُفذت في 22 يوليو/ تموز 2003 شمال شرق مدينة الموصل العراقية، أدت إلى مقتل عدي وقصي الابنين الوحيدين للرئيس صدام حسين الذي كان حينئذٍ متخفياً في أحد بساتين منطقة الدور. تحولت الغارة التي كانت غايتها إلقاء القبض على الأخوين المتخفيين عدي وقصي، إلى معركة بالأسلحة النارية عند مخبأ محصن بين قوة أميركية من 200 جندي مدعومة بالأسلحة الثقيلة وطائرات الهليكوبتر الهجومية مقابل أربعة أشخاص، عدي، وقصي، ومصطفى ابن قصي ذي الأربعة عشر عاماً، والعقيد عبد الصمد الحدّوشي حارس عدي، انتهت المعركة بمقتلهم بعد مقاومة استمرت أربع ساعات.

## السياق
في آذار ثم نيسان سنة 2003، غزا العراقَ تحالفٌ عسكري بقيادة الولايات المتحدة وأزال حكمَ حزب البعث الذي كان رئيسه صدام حسين. وبُعيد 9 نيسان 2003 تخفّى صدام وأولاده، واختبؤا في عدة أماكن، ثم تفرقوا واتجه عدي وقصي إلى سورية ثم عادوا سريعاً، وأخيراً لجؤوا إلى بيت نواف الزيدان في حي البريد شمال شرق الموصل.
كان عدي وقصي من العراقيين المطلوبين لدى الولايات المتحدة. ونشرت سلطة الاحتلال الأمريكي مكافأة مجمعة قدرها ثلاثون مليون دولار أميركي مقابل الإرشاد إلى مكان الأخوين.

### المخبأ

موقع بيت نواف الزيدان في حي البريد شمال شرق الموصل

كان بيت نواف الزيدان قصراً مهيباً ذا رواق وثلاثة طوابق في منطقة راقية، على رأسِ شارعٍ في حي البريد المسمى أيضاً حي الفلاح في الزقاق رقم 6 قرب سوق مزدحم، وكانت المنازل التي خلفه في حي البريد في الموصل متواضعة، ذات فناء أمامي صغير، لم يكن البيت يلفت الانتباه طوال فترة لجوء عدي وقصي، قال زياد الكاتب جارُ نواف الزيدان «لم نلاحظ شيئا مطلقا. الزيدان له دائما ضيوف كثيرون»، ذكر بعض جيران البيت أنه بعد انقضاء الغارة أحيط البيت بأسلاك شائكة يحرسه خمسون جندياً، وفي النهار التالي يوم الأربعاء 23 تموز، احتشد 200 رجل قرب المخبأ، هاتفين «بالروح بالدم نفديك يا صدام»، وتصاعد التوتر بينهم وبين حُرّاس البيت، وسُمع هنالك مترجمٌ لجنود الاحتلال يصيح بالعربية «يا أهلَ الموصل. اتركوا هذه المنطقة وإلا فسنعتقلكم. نحن قتلنا عدي وقصي يوم أمس. وسنقوم بتنظيف المنطقة الآن. وكل من يبقى هنا سيعتبر مؤيدا لعدي وقصي..»، تضرر البيت جداً واحترقت غُرفُه، وهدمَ الجيش الأمريكي بيتَ نواف الزيدان بعد الغارة بأربعة أيام. وكُتبَ بعدئذٍ بالقرب من البيت عبارة «بيوت وأرض للبيع».

## سكان البيت

عدي صدام حسين.

قصي صدام حسين

صورة مصطفى ابن قصي صدام في صِغره.

صورة العقيد عبد الصمد الحدوشي حين كان حارساً لصدام حسين

- عدي صدام حسين: الابن البكر للرئيس صدام، ورئيس اللجنة الأولمبية العراقية، والمشرف على فدائيي صدام، هجمت عليه جماعة مسلحة تريد اغتياله في منطقة المنصور سنة 1996، فأصيبَ إصابة شديدة وإعاقة، لم يستعد صحته الكاملة بعدها.[8]
- قصي صدام حسين: الابن الثاني للرئيس صدام، والمشرف على الحرس الجمهوري العراقي، وعضو القيادة القطرية لحزب البعث، تزوّج من لُمى بنت ماهر عبد الرشيد، وكان أحد إخوة لُمى مع عدي وقصي وبات معهم ليلَتهم الأولى في بيت نواف الزيدان.
- مصطفى قصي صدام حسين: ابن قصي صدام، وُلدَ سنة 1989، والدته لمى بنت ماهر عبد الرشيد، قالت حرير حسين كامل إن قصي صدام سُئل عن لمى بنت ماهر، ما الذي يميّزها لتختارها زوجة؟ فقال إنها بنت رجل شجاع، وأريد أن يكون أبنائي شجعاناً،[9] ذكرت جريدة روسيا اليوم الروسية أن مصطفى وصفته جريدة نيويورك تايمز بأنه أشجع طفل في القرن العشرين، ولم يثبت هذا الوصف من مصدر أولي.[10][11]
- عبد الصمد الحدّوشي، عقيد عسكري، كان حارساً لصدام حسين، ثم أُمرَ بحراسة عدي، وكان معهم في بيت نواف بالموصل، ينستب عبد الصمد إلى فَندة الهزيم من فخذ ألبو كاطع من عشيرة البيكات من ألبو ناصر.
- نواف الزيدان: صاحب البيت الذي آوى أبناء صدام، في فترة الغارة سنة 2003 كان عمره 46 أو 47 عاماً،[1][12][13] نواف رجل أعمال مقاول، أصله من أهل سنجار، عُهدَ إليه ببناء جامع صدام الكبير.[14] وُصف نواف الزيدان بأنه شيخ عشيرة البو عيسى، قال بعض جيرانه إنه كان يتباهى بالعقود التي يُعهد بها إليه، ثم كثر تفاخره بأنه من عشيرة صدام، وحينئذٍ، حُكمَ على أخيه صلاح الزيدان بالسجن سبع سنين، قضى منها شهراً واحداً ثم أُفرج عنه، كان نواف يعتاد إخراج كراسي من بيته للجلوس صيفاً عند فناء واجهة بيته كلّ مساء، غيرَ أنه لم يفعل ذلك أثناء اختباء عدي وقصي عنده، قال صديقُ نواف، مخلص ثائر الجبوري إنه توجّه حينئذٍ إلى باب بيت نواف وسألَه، هل الأحوال جيدة؟، هل أدخل؟ فقال له نواف إن أقارب زوجته قد حلّوا زائرين في بيته فكانوا مشغولين،[15] وقال مخلص إن نوافاً كان قد بدت عليه علامات القلق في الأسابيع التي سبقت الغارة وأخبرَ نواف أصحابه بأنه لا يستطيع النوم إلا ساعةً أو ساعتين، وانقطعت يوماً الكهرباء فتوجه نواف مهرعاً إلى من يمدّه بخط مولد كهربائي. ذُكرت روايتان في وجوده قبيل الغارة، قيل إن الجنود الأمريكيين طرقوا الباب فخرج لهم نواف، وكانت زوجته مع ابنَيهما وبناتهما الثلاث قد خرجت من البيت قبل ذلك،[13]، فاعتقل الجنود نوافاً وطلبوا من الباقين أن يسلموا أنفسهم فلم يستجيبوا وقاوموا، وذُكرت رواية أخرى رواها جارُ الزيدان، اسمه شاهر الخزرجي قال إن نواف الزيدان غادر البيت هو وأهله في الساعة السابعة صباحاً قبيل الغارة،[6] وقالت عائلة زياد محمد الكاتب المجاورين لبيت نواف إن الزيدان خرج في السادسة من صباح الثلاثاء ومعه زوجته وابنه الصغير وبناته، وقال يحي ابن زياد محمد الكاتب، وعمره 15 سنة، "إنه عندما عاد زيدان وابنه، دون أن تعود معهما النساء، كانت القوات الأميركية قد وصلت إلى هناك وكانت تستعد لتفتيش المنزل.[1] وبعد أن انتهت المعركة كان نواف في سيارة همفي عند بيت جاره المواطن الكردي أحمد طاهر،[16] قريباً من بيت جاره وصديقه مخلص، توجّه مخلص إلى السيارة ومعه ماء فأذن له الجنود بالاقتراب من نواف ليسقيه ماء، فرأى مخلص نوافاً وابنه شعلان[7] ذا ال19 عاماً، كان نواف مطمئناً، صحيحَ الجسم، غير مكتوف اليدين، وسأله مخلص ماذا فعلتَ؟ وماذا حدث؟ لقد أُخرجتْ 4 جثث من بيتك، فقال نواف، حقاً؟ هل ماتوا؟ كان عدي وقصي في بيتي.[15] وفقاً لجريدة ذا كارديان، كان نواف يشاهد المعركة هادئاً وهو جالس في سيارة همفي عسكرية، وقد استلم مكافأته سريعاً وقدرها 30 مليون دولار.[7]

## الهجوم

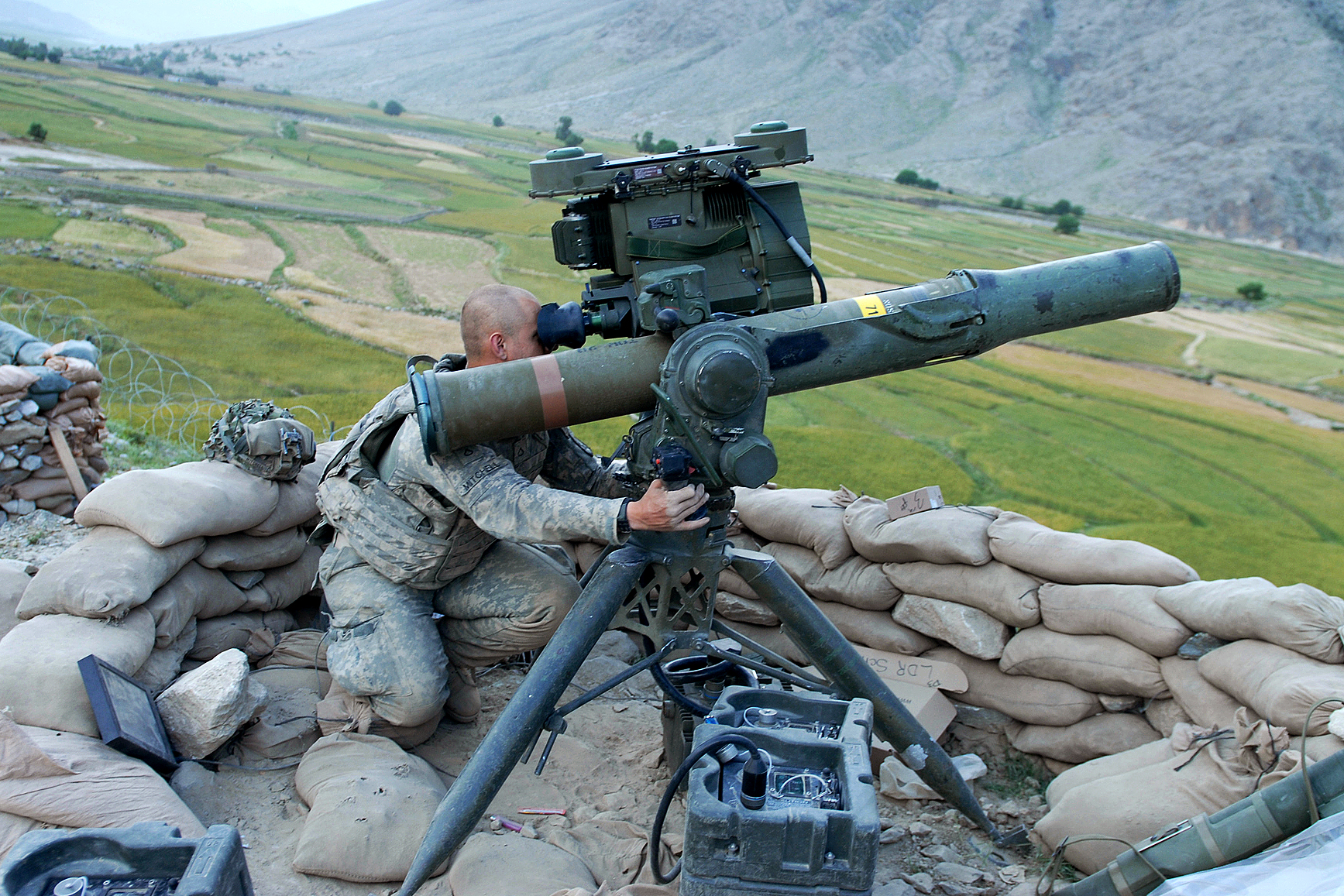
صواريخ تاو التي حسمت المعركة

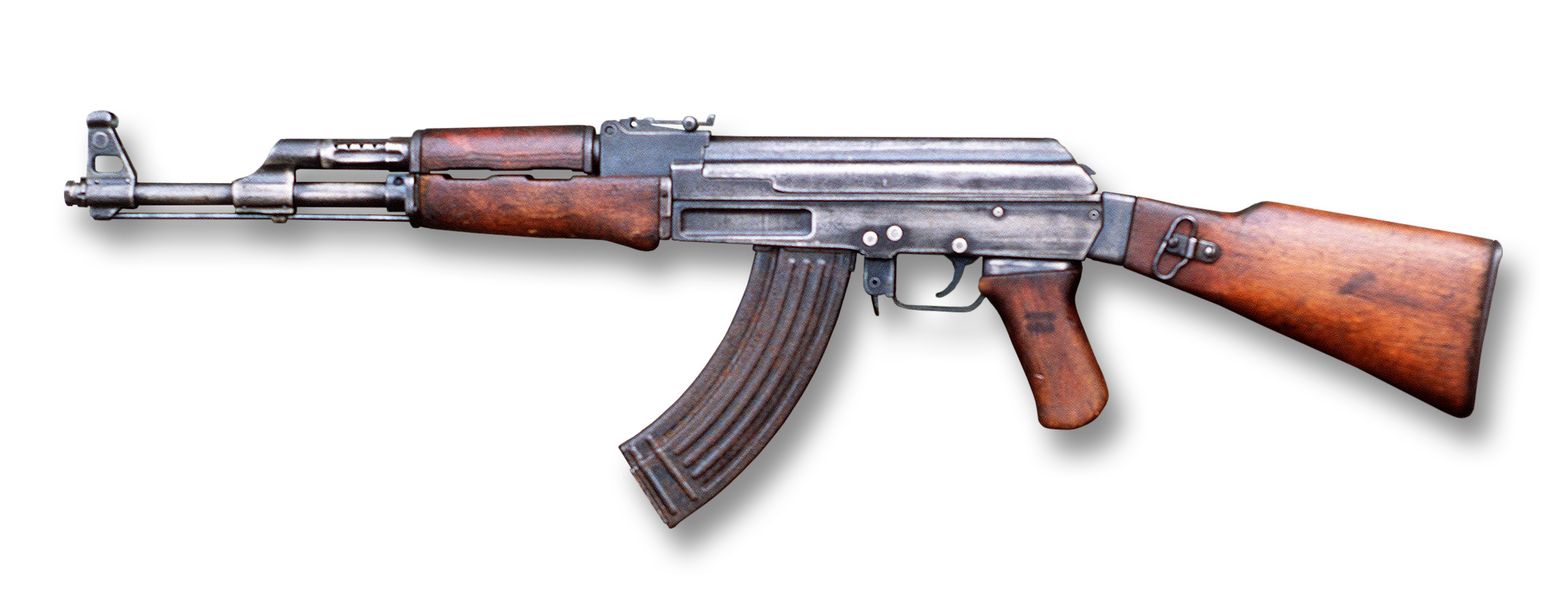
نموذج لبنادق أيه كيه-47 التي استعملها عدي وقصي وعبد الصمد ومصطفى

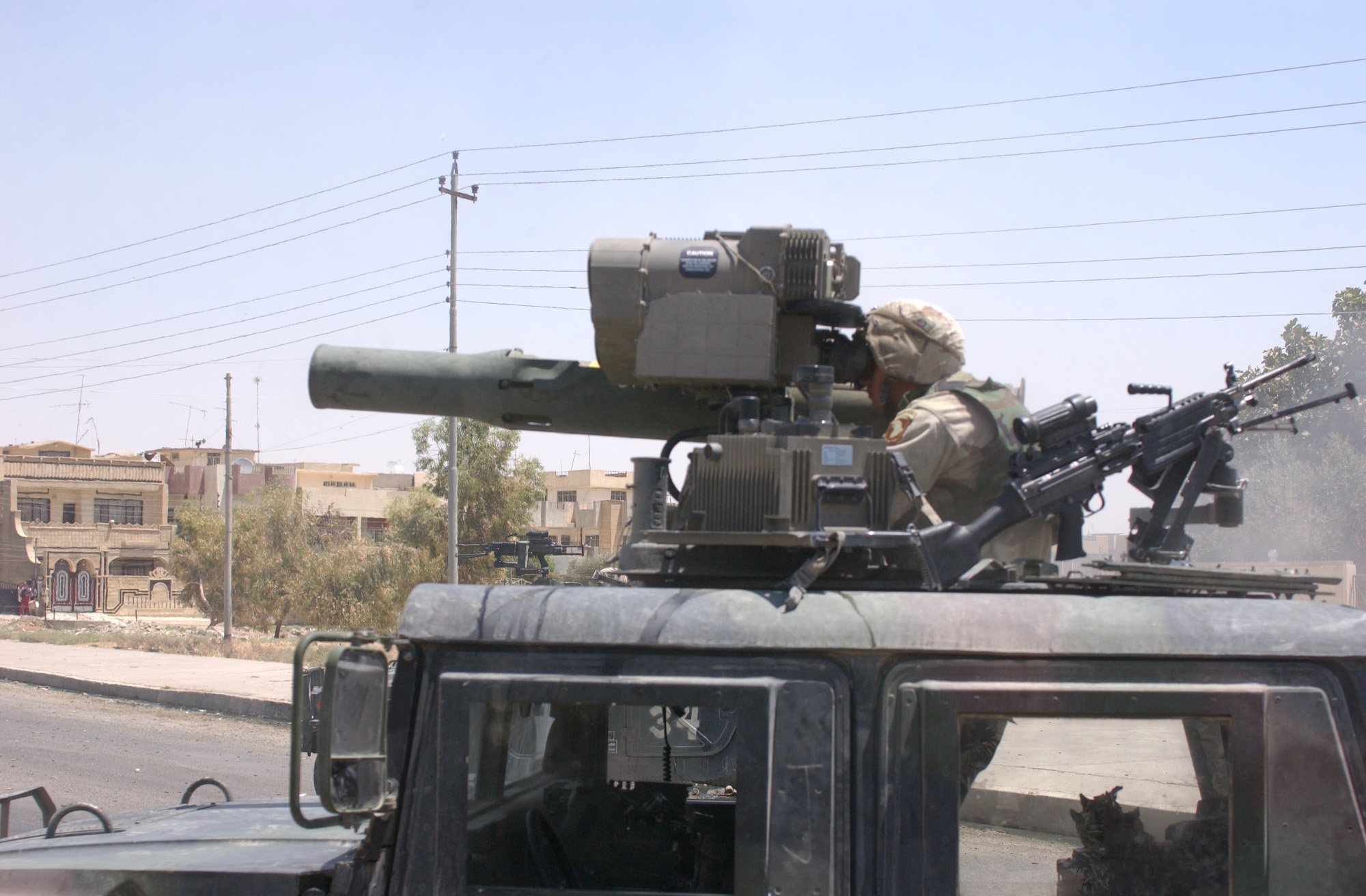
جندي من الفرقة 101 المحمولة جوا ينظر من خلال قاذفة تاو محمولة على همفي في المخبأ حيث تحصن عدي وقصي ابنا صدام حسين.

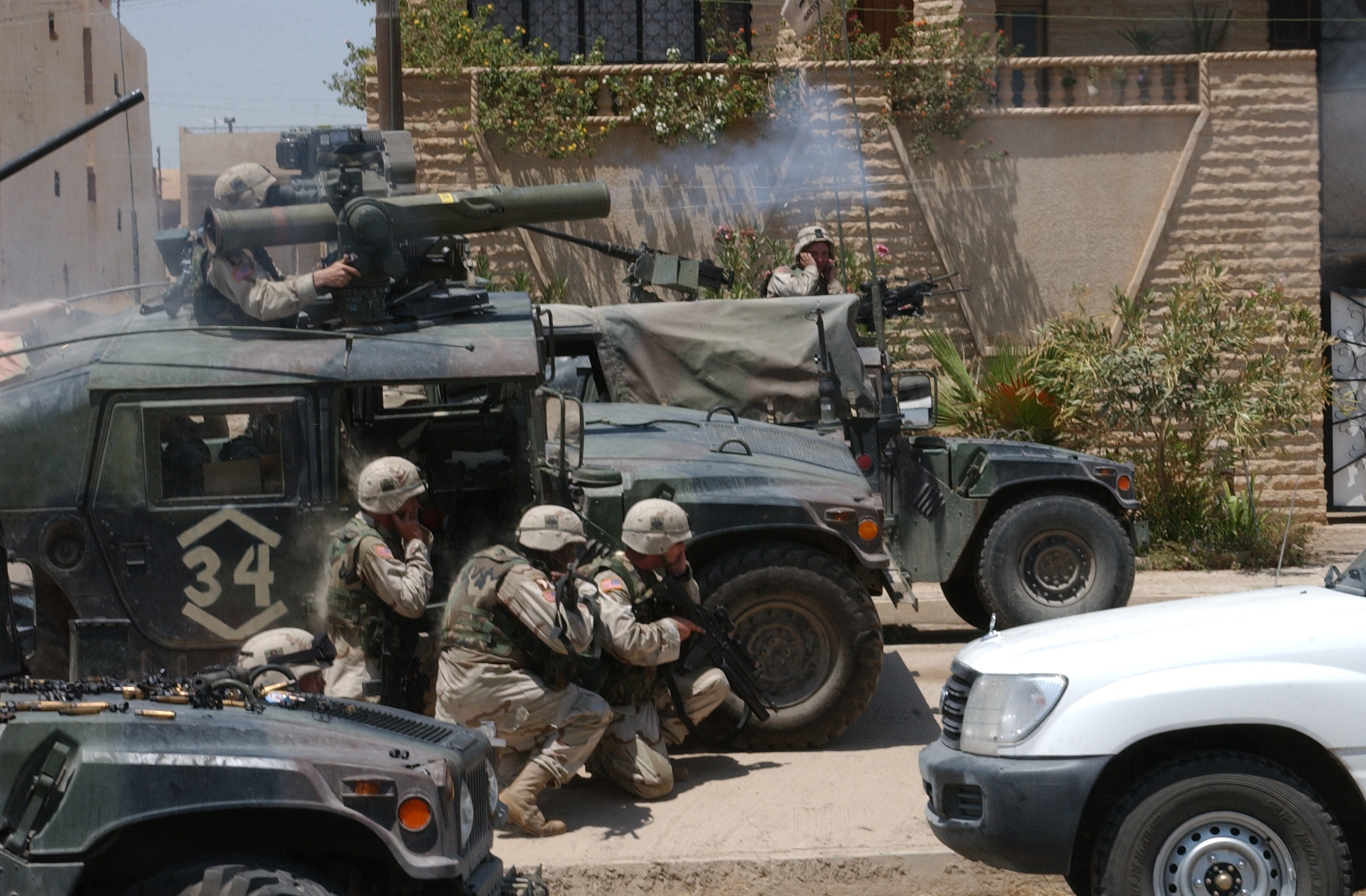
جنود أمريكيون يطلقون النار على المخبأ أثناء المداهمة

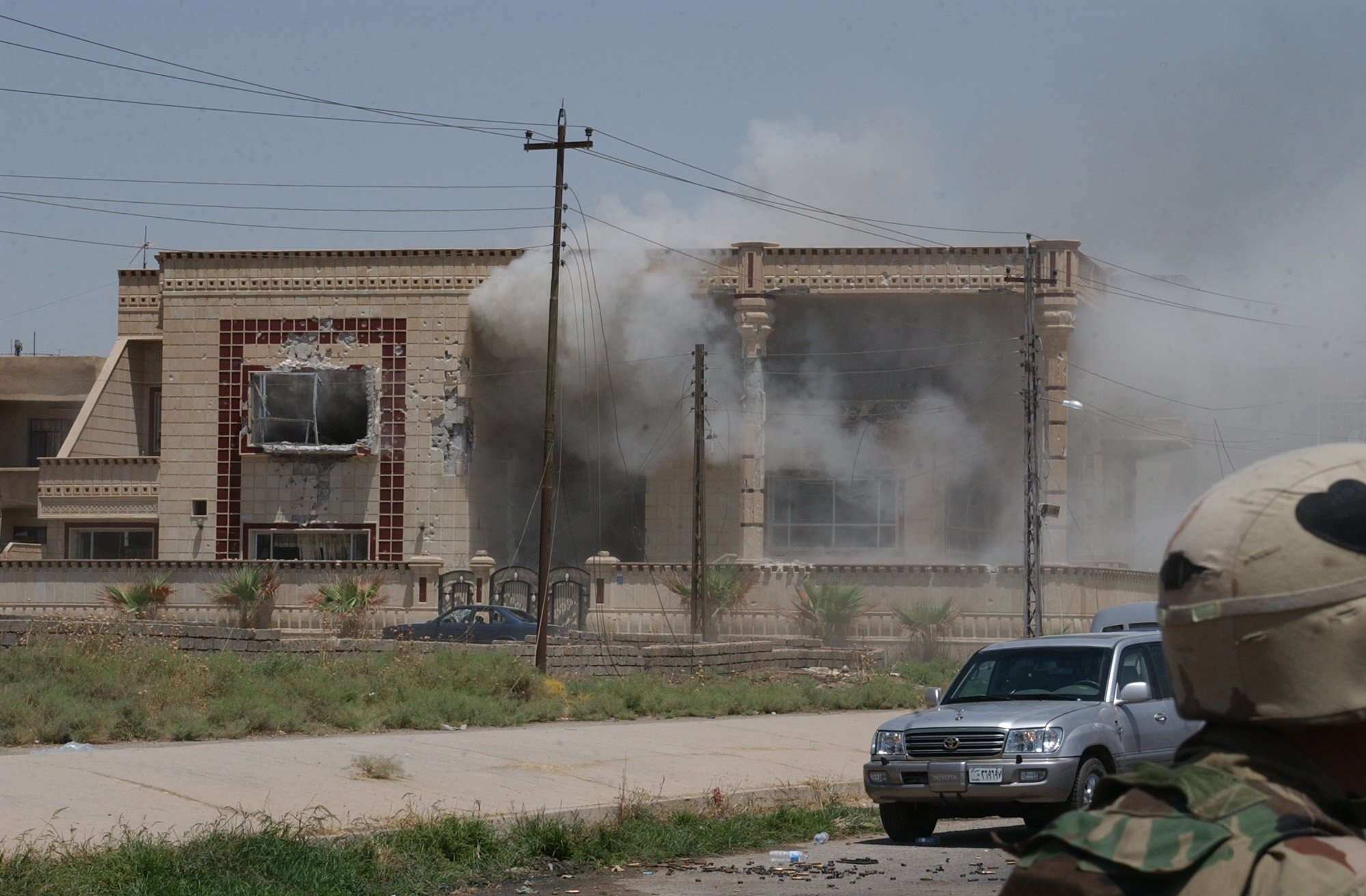
دخان يتصاعد من مخبأ عدي وقصي خلال الغارة بعد اصابته بصاروخ تاو

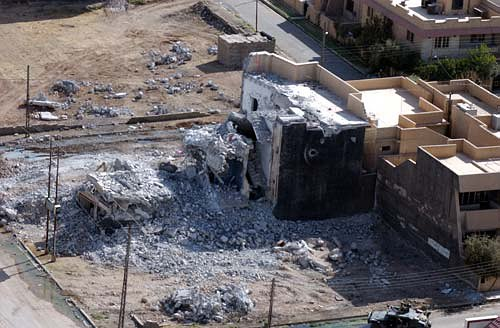
بقايا المخبأ بعد المعركة

نواف الزيدان رجل أعمال وصديق مقرب من عائلة صدام (ويعتقد نواف أنه من عشيرة صدام وكان يقول ذلك لجيرانه، غيرَ أن العشيرة نفت ذلك الانتساب) كان نواف يُؤوي عدياً وقصياً وابن قصي مصطفى البالغ من العمر 14 عامًا وحارسَهما عبد الصمد الحدّوشي في قصره في حي البريد في شمال شرق الموصل لمدة ثلاثة أسابيع تقريبًا، ذُكر أن نواف سئم من مكوثهم في بيته إذ شرعوا يتأمّرون عليه كأنهم أصحاب البيت، فضاق بهم ذرعاً حتى مساء يوم الاثنين 21 تموز2003، إذ خرج نواف من قصْرِه متوجّهاً إلى قاعدة الفرقة الحادية ومائة المحمولة جوا للوشاية بعُدي وقصي سعياً لمجموع المكافأة البالغة 20 أو 30 مليون دولار. قال الرقيب في المخابرات العسكرية الأمريكية الذي أجرى مقابلة مع الزيدان في برنامج 60 دقيقة «لقد كان [نواف] عصبيًا، رأيتُ علامات ذلك، وكان أشدّ الناس توترًا بين الذين تعاملتُ معهم. غيرَ أنه كان واثقاً في ما يقول، أوثق من معظم الأشخاص غيره...كانت لديه مواقع محددة، وتمكن أيضًا أن يروي أوصافًا جيدة جدًا عن قصي وعدي، وعاداتهم. ووصفهما الجسدي المضبوط». ثم اجتاز الزيدان اختبار جهاز كشف الكذب، مؤكداً قصته. ثم اُتخذَ قرارُ إرسال مفرزة من القوات الخاصة الأمريكية للقبض على الأخوين.
في حوالي الساعة 10:00 من صباح يوم الثلاثاء 22 تموز 2003، انطلق ثمانية جنود من القوات الخاصة من فرقة العمل 121، برفقة 40 من المشاة من الفرقة الحادية ومائة المحمولة جوا، لتحاصر البيت الذي كان يتخفى فيه عدي وقصي، واستعمل الجنود الأمريكيون مكرفوناً صغيراً ليأمروا ساكني المنزل بالخروج والاستسلام، فلم يستجب لهم أحد.
بعد عشر دقائق، طرقَ فريقٌ من ثمانية عناصر من القوات الخاصة الأمريكية باب المنزل. ولمّا لم يرد أحد، اقتحم الجنود الباب ودخلوا المنزل. وهنالك تعرض الفريق لإطلاق نار كثيف من المدافعين عن المنزل، الذين كانوا مسلحين ببنادق من طراز أيه كيه - 47 وتحصنوا في الطابق الثاني من البناية. وفي الاشتباك الذي أعقب ذلك، أصيب ثلاثة جنود من القوات الخاصة داخل المنزل. وحين حاول المقتحمون الانسحابَ، بدأ سكان البيت برمي الرصاص على النوافذ، فأدى إلى إصابة جندي رابع. أُخليَ الجرحى الأربعة بطائرة مروحية أثناء انسحاب الفريق المقتحم من البناية وطلبوا التأييد.
بعد انسحاب فريق القوات الخاصة من المنزل، حاصرَ المخبأَ جنودٌ من اللواء الثاني في الفوج الثالث لكتيبة المشاة السابعة والعشرين وثلاثمئة من الفرقة الحادية ومائة المحمولة جواً، وفتحوا النار بقاذفات القنابل اليدوية Mk 19 وصواريخ أي تي 4 والبنادق الآلية براونينغ م2 عيار 50 المحمولة فوق همفي. نشبت معركة نارية عنيفة، وفي الساعة 11:22 صباحًا، بعد مرور أكثر من ساعة على تبادل إطلاق النار، وصل أكثر من 200 جندي من التعزيزات لمساعدة فرقة العمل.
في الساعة 11:45 صباحًا، وصلت عدة مروحيات أو إتش - 58 كيوا وبدأت بإطلاق النار على المخبأ، ودمرت جزءًا كبيرًا من البيت بقذائف الرشاشات والصواريخ، غيرَ أنه كانت لا تزال نيران كثيفة تصل إليهم من سكان المنزل، الذين ألقوا أيضًا قنابل يدوية من السطح. ونظرًا لعدم قدرتها على تحييد المدافعين، فكرت فرقة العمل في البداية في استخدام مروحيات أباتشي لتدمير المخبأ، لكنها استبعدت ذلك بسبب مخاوف من وقوع خسائر مدنية محتملة.
في الساعة 1:00 ظهرًا، بعد ثلاث ساعات من بدء العملية، أُطلقت عشرة صواريخ تاو على المنزل من منصات إطلاق محمولة على همفي. أدى الانفجار الناتج عن ذلك إلى مقتل عدي وقصي، وحارسهم عبد الصمد الحدّوشي، وتحويل جزء كبير من المخبأ إلى أنقاض. وفي الساعة 1:21 ظهرًا، دخل عدة جنود أمريكيين المنزل المدمر للبحث عن ناجين. ولمّا تقدم الفريق صعودًا إلى الطابق الثاني من البناية، كان مصطفى ابن قصي البالغ من العمر 14 عامًا، مختبئًا في غرفة نوم، ففتح النار على الجنود ببندقية كلاشنيكوف، لكنه قُتل على الفور بنيران الرد. قال الفريق ريكاردو شانيز إن الغارة كانت عملية «تطويق وطرق cordon and knock». وذكرَ خليل الدليمي أحد محامي صدام حسين في كتابه صدام حسين من الزنزانة الأمريكية: هذا ما حدث! روايةً عن شاهد عيان أنه قال "دقّ جرس هاتفي وكان المتحدث أحد المجاورين للدار التي وقع فيها الحادث طالباً مني إنقاذهم (عديّ وقصي ومصطفى) ذهبتُ مع مجموعة من الرجال لنجد أن المعركة قد ابتدأت وقد سمعتُ الأميركان ينادون على عديّ وقصيّ ومصطفى بضرورة تسليم أنفسهم مقابل سلامتهم، كان قصي يردّ عليهم من إحدى النوافذ بقاذفة (أر بي جي 7) وبسلاح آخر، ومن نافذة أخرى كان عديّ يقاتلهم بقناصة، أما مصطفى فكان يرمى عليهم من سطح الدار، أمّا على الأرض فقد كانت الدار محاصرة بأكثر من 20 دبابة و20 مدرعة وأكثر من 20 عربة همفي وأكثر من طوق راجل ثم جاءت قوات من البيشمركة لتعزز موقف الأمريكان فاستحالت أية عملية لإنقاذهم وسمعنا بأنهم تمكنوا من قتل 13 أمريكياً".

## رواية الجيران
أُعلنت روايتان مختلفتان جداً عن أحداث الغارة، فالرواية الأولى، رواها الفريق ريكاردو سانشيز، ذكر فيها حصارًا منظمًا متصاعدًا بشكل مطرد، بذل فيه كل الجهد لتجنب إيذاء المارّة. أما الرواية الأخرى فذكرها الجيران، كانت الغارة برأيهم فوضى عارمة للجميع إذ لم تُبذل جهود لإخلاء الجيران قبل الهجوم. وقال موكر رورك مهندس الفرقة المهاجمة «تضرر نحو 12 منزلا في المحيط خلال الهجوم»، قال الجارُ نبيل أحمد، وذراعه اليُسرى ملفوفة، إنه أصيب برصاص جندي أمريكي عندما كان في طريقه إلى المنزل من خفارته الليلية في محطة توليد الكهرباء بالبلدة، قال نبيل: «سمح لي جنديٌ أمريكي بالعبور، ولكن بعد ذلك أخرج جندي آخر بالقرب من المنزل مسدسًا وأطلق النار على السيارة. ونقلني إلى المستشفى صديقي الذي كان معي»، تظهر رصاصتان في سيارته، إحداهما خلال الزجاج الأمامي، وحين كان الجار نبيل يتكلم للصحفيين، جاء أربعة جنود أمريكيين ومدني عراقي إلى بيته للتحقق من الأضرار وعرضوا عليه إما الإصلاح أو التعويض، كان الزجاج متناثراً والأنقاض في الطابق العلوي على السرير، غيرَ أن نبيل لم يرغب في السماح للجنود بالدخول لمسح الأضرار، وتمتمَ: «الذين أطلقوا النار عليّ، لا أريدهم في منزلي..كان ينبغي عليهم إبلاغ الناس بمجرد أن يحاصروا البيت حتى يتمكن الجميع من الخروج»، حدث الهجوم وقتَ الضحى، لم يكن في أكثر البيوت غير النساء والأطفال. قالت الجارةُ ليلى محمد، التي كان بيتها مقابلاً لبيت الزيدان، كانت مع بنتيها البالغتين 12 و13 عامًا: «ركضنا من غرفة إلى أخرى نحاول العثور على أفضل مكان للإيواء، كنا نبكي ونستصرخ الله أكبر».

## العواقب

حمد حمود القيسي، محافظ محافظة صلاح الدين، استلم جثث أبناء صدام من قوات الاحتلال الأمريكي وسلمها إلى علي الندا شيخ عشيرة البو ناصر كما استلم حمد القيسي وعلي الندا بعدئذٍ جثة صدام حسين

عقب المداهمة، أُخذت الجثامين من البيت ونُقلت جواً إلى مطار بغداد لاختبارات تعيين الهوية. أعاد فنّيو الجثث بناءَ جثتي عدي وقصي، اللذين عُرفا باختبار الحمض النووي وسجلات الأسنان. إذ كلا الرجلين غيّر مظهره تغييراً كبيراً لتجنب الكشف؛ , وفقاً للفريق ريكاردو سانشيز كان عدي قد حلق رأسه كلَّه وخفف قصي لحيتَه، كما قورنت أشعة قديمة لعدي صدام، حين أصيب بكسور في محاولة اغتياله، وظهر تتطابقها مع الجثة، عُرضت صور الجثث على أربعة من كبار حكومة صدام، منهم عبد حمود سكرتير صدام حسين، قال حينئذٍ الفريق ريكاردو سانشيز «سيأتي بعد ذلك دور التشريح، ولكن لا تساورنا اية شكوك أن هاتين هما جثتا قصي وعدي»، وبسبب إصابات في وجه عدي كانت نسبة التعرّف عليه من أسنانه 90%، أما قصي فكانت 100%، وفي يوم 24 تموز 2003 قال مسؤول أمريكي إن حكومته تنوي نشر صور عدي وقصي درأً للشكوك في صحة إعلان الجيش الأمريكي عن وفاتهما، وكانت مصادر من وزارة الدفاع قد قالت قبل ذلك «إن الجثتين شكلهما مُريع لكن لا بد من عرضهما لإقناع العراقيين بأن عدي وقصي لقيا حتفهما بالفعل»، ثم نشرت وزارة الدفاع بعدئذٍ صورًا لجثتي الأخوين وعُرضتا على شاشات التلفزيون والصحف، فأثارت جدلاً كبيرًا.
أعلن المسؤولون الأمريكيون أن مجموع المكافأة البالغة 30 مليون دولار لعدي وقصي ستدفع للمخبر الذي أبلغ سلطات التحالف.
نعى صدام حسين وفاة ابنيه وحفيده في تسجيل صوتي بثته قناة العربية قال فيه «أيها النشامى في قواتنا المسلحة الباسلة، ننعى إليكم وأزف لكم نبأ الشرف وهو أمنية كل مواطن صادق مجاهد إذ ارتفعت أرواح كوكبة أخرى جديدة من الشهداء في سماء وضيافة الرب الرحيم..إن كل شباب امتنا وشباب العراق، هم عدي وقصي ومصطفى في ساحة الجهاد، لو لدى صدام مائة من الأبناء غير عدي وقصي لقدمهم فداءا للعراق أشكر الله على ما خصّنا به، وشرفنا باستشهادهم لأجله أرضوا الله بوقفة الجهاد في قتال باسل في ساحة الجهاد إن كنتم قد قتلتم عدي وقصي ومصطفى فكل شباب العراق وأمتنا هم عدي وقصي ومصطفى في ساحة الجهاد أبناءكم وإخوانكم عدي وقصي ومصطفى وقفوا وقفة الإيمان التي ترضي الله وتسرّ الصديق وتغيظ العدا بعد قتال باسل مع العدو استمر ست ساعات كاملة، ولم تستطع جيوش العدوان بكل ما لديها من أسلحة التمكن منهم إلا بعد استخدام الطائرات ضد المنزل الذي كانوا فيه لو كان لدى صدام نهر من الأولاد غير عدي وقصي لقدّمهم على الطريق...جاء موقف هذه الكوكبة مثلما هو موقف كل الشهداء الأبرار».
بعد 12 يوماً من الغارة، دُفن عدي وقصي ومصطفى بن قصي متجاورين في مقبرة في العوجة، أما عبد الصمد الحدّوشي، فقد ذكر عليّ النِدا، شيخُ عشيرة ألبو ناصر أنه استلم جثامين عدي وقصي ومصطفى، ولم يستلم جثة عبد الصمد، قال علي الندا «أنا الذي وقعت على استلام جثثهم أيام الحاكم المدني الأميركي بول بريمر عن طريق محافظ محافظة صلاح الدين، وتم استلام الجثث في قاعدة عسكرية في تكريت، ودفناهم في صناديق من الألمنيوم واحتسبناهم شهداء، والشهيد لا يكفن ولا يغسل ودفناهم على حالتهم التي استلمناهم بها، وظلت قبورهم محاصرة من القوات الأمريكية ظناً منهم أن صدام سيأتي لقبرَي ولدَيه ومن ثم يستطيعون القاء القبض عليه»، وفي صباح 5 حزيران سنة 2004، أُعلنَ عن مقتل صلاح الزيدان أخي نواف الزيدان، وقد روى علي الندا شيخُ عشيرة البو ناصر أن صلاح الزيدان كان بائتاً في بيت علي الندا في نفس الليلة التي كانت بعدها الغارة على بيت نواف الزيدان أخي صلاح الزيدان، قال علي النِدا عن عدي وقصي «لم يأتيا الينا، وأعرف أنهما استطاعا الخروج إلى سوريا ولكنهما عادا إلى العراق من دون سبب معروف واختبآ في منزل نواف الزيدان في الموصل. وهو الذي وشى للأمريكيين عنهما طمعا في المال، والزيدان كان على خلاف مع عشيرة البو ناصر التي رفضت أن ينتسب اليها، ولا أعلم كيف قبِل عديٌ وقصيٌ الالتجاءَ إليه، واستلمتُ لاحقا رسالةً خطية من أخ نواف الزيدان ويُدعى صلاح الزيدان يتبرأ فيها من أخيه على فعلته المشينة، الا أن صلاح قُتل لاحقا، أما نواف الزيدان بعد أن قبض الثمنَ، رَحَّلته القواتُ الأمريكية إلى خارج العراق، ويقال إنه مقيم في مدينة خليجية، والمفارقة أنه قبل اغتيال عدي وقصي كان صلاح الزيدان نائماً في منزلي بالعوجة، ولما ذهب في الصباح علمتُ بمقتل نجلي صدام وحفيده مصطفى في بيت أخيه نواف، ولا أعلم ان كان ذلك مقصودا؟». وفقاً لجريدة ذي إيج كان يؤمل بعد مقتل عدي وقصي إضعاف المقاومة للاحتلال الأمريكي، ولكن لم يحدث ذلك.

## وصلات خارجية
- اغتيال عدي وقصي
- صور جيران بيت نواف الزيدان يذكرون قصة المعركة
- صور جثتي عدي وقصي